# РД-870
РД-870 — проєктуємий рідинний ракетний двигун з турбонасосною системою подачі компонентів палива, виконаний за схемою з допалюванням генераторного газу.
Двигун розробляють на базі відпрацьованих технологій РН «Зеніт». На його базі можливе створення двигуна РД-872 для другого ступеня РН з тягою ~90 тс. Двигун розробляється на основі РД-120.
Більшість вузлів і агрегатів, що входять до складу двигуна РД-870, запозичують з двигуна 11Д123, за винятком камери згорання.
Камера згорання (без форсуночної головки) може бути запозиченою з двигуна 15Д117. Головний клапан пального, що встановлюється на камері, і форсуночна головка запозичуються з двигуна 11Д123 з відповідною розробкою конструкторської документації. Гідрореле, що забезпечує на двигуні 11Д123 перемикання регулятора витрати з пускового режиму на основний, замінено на ЕГК, як реалізовано на двигуні КРД120. Пневмоблоки на двигуні РД-870 нової розробки з використанням ЕПК двигуна 11Д123.
Так як двигун 11Д123 стаціонарний, а двигун РД-870 гойдається в двох взаємно перпендикулярних площинах, то до його складу введено карданний вузол, який встановлюється над форсуночною головкою камери згоряння через перехідною конус. Також з огляду на, що двигун РД-870 призначений для використання на першому ступені РН, до складу двигуна введені клапани зливу палива, необхідні для використання в разі скасування пуску. Також введена система ежектування для видалення газу з паливного тракту двигуна перед його заповненням з метою забезпечення необхідної повноти заповнення.